# Granotoma krausei
Granotoma krausei är en snäckart som först beskrevs av Dall 1886.  Granotoma krausei ingår i släktet Granotoma och familjen Mangeliidae. Inga underarter finns listade i Catalogue of Life.